# Clay (Nowy Jork)
Clay – miasto w Stanach Zjednoczonych, w stanie Nowy Jork, w hrabstwie Onondaga.